# Анисимов, Олег Александрович
Олег Александрович Анисимов (род. 16 марта 1957, Ленинград) — российский климатолог. Доктор географических наук, профессор, зав. отделом ГГИ Росгидромета.

## Биография
Родился в Ленинграде 16 марта 1957 года в семье музыканта, профессора ленинградской консерватории Анисимова Александра Ивановича и врача поликлиники РАН Анисимовой Нины Ивановны.
Окончив 80-ю школу, поступил на физический факультет Ленинградского Государственного университета (1974). После его окончания в 1980 году поступил на работу в Гидрологический институт, в отдел исследований изменений климата, руководимый академиком РАН М. И. Будыко. В 1986 году защитил кандидатскую (к. ф-м. н. под руководством Г. В. Менжулина), а в 1998 году — докторскую (д. г. н.) диссертации.
С 2001 года руководит отделом исследований изменений климата ГГИ. В 1991—1992 годах и в 1994 году в качестве стипендиата фонда Гумбольдта работал в Германии. В 2007 г. стал одним из лауреатов Нобелевской премии Мира, присужденной большому коллективу Межправительственной группы экспертов ООН по изменению климата.
В 2022 году выступил против вторжения России в Украину.

## Научная деятельность
Основным направлением деятельности О. А. Анисимова является изучение последствий изменений климата на территории России, в том числе в Арктике и в районах распространения вечной мерзлоты. В середине 1990-х годов им была разработана математическая модель вечной мерзлоты, учитывающая все главные факторы влияния, и впервые получены прогнозы состояния мерзлоты для климатических условий XXI века. Следующим шагом стало осмысление последствий прогнозируемых изменений, важнейшим из которых для России является риск разрушения инфраструктуры в районах Крайнего Севера. В публикации в журнале «Nature» в 2001 году был предложен индекс геокриологической опасности для количественной оценки таких рисков и построены прогностические карты. В последующих работах созданный метод получил дальнейшее развитие. Прогнозы из детерминированных трансформировались в вероятностно-статистические, то есть стали полностью соответствовать требованиям практических задач проектирования и строительства на Севере. Были построены карты рисков с дифференциацией по типу деструктивных геоморфологических процессов и по видам воздействия на различные сооружения, были сформулированы рекомендации по минимизации ущерба.
В серии работ на рубеже 1990-х и 2000-х годах был изучен ряд социально-экономических и гидрологических последствий изменения климата. Были получены оценки воздействия изменения климата на обогрев и кондиционирование зданий и впервые опубликованы карты для России, на основе которых можно осуществлять перспективное планирование соответствующих расходов по регионам; дан прогноз изменения агроклиматических характеристик с дифференциацией по условиям произрастания сельскохозяйственных культур; исследована геоморфологическая неустойчивость речных русел при изменении климата.
В 2000-х годах был создан новый тип климатического районирования с выделением на территории России 14 регионов с однородными климатическими изменениями в современный период. На основе этого районирования был разработан метод тестирования гидродинамических моделей и построения регионально-оптимизированных ансамблевых климатических проекций для прогноза последствий изменений климата.
Ещё одним направлением деятельности Анисимова является определение уровней изменения климата, которые превышают возможности адаптации природных и социально-экономических систем. В настоящее время этот вопрос исследован в отношении вечной мерзлоты и растительных экосистем на территории России. При помощи моделирования и анализа спутниковых данных построены карты вечной мерзлоты, границ растительных зон и изменения их продуктивности в условиях прогнозируемого на середину XXI века климата. Климатические изменения приведут к медленному смещению современных границ арктических биомов к северу, при этом в пределах каждой из растительных зон будет иметь место увеличение продуктивности. В целом это улучшит экосистемный ресурс, открыв дополнительные возможности для таких видов природопользования, как лесное хозяйство. Исключение составляет лишь современная зона тундры. Она будет сокращаться, соответственно, возникнут риски для традиционных видов регионального землепользования, таких как оленеводство (в ЯНАО) и коневодство (в Якутии). Экосистемный ресурс вечной мерзлоты при изменении климата повсеместно уменьшится. Уменьшения её несущей способности приведет к риску повреждения зданий и сооружений. Есть все основания полагать, что для России это является одним из главных вызовов, порождаемых изменением климата. Значение этих результатов состоит в том, что они дают основу для планирования землепользования в условиях изменения климата.
Серия работ Анисимова посвящена изучению углеродного цикла криолитозоны. Эти работы были мотивированы в том числе и продвигаемой рядом учёных и СМИ гипотезой «метановой катастрофы» при таянии многолетнемерзлых болот Сибири. В 2005—2007 годах это совпало с пиком переговоров об ограничении выбросов парниковых газов, в которых Россия занимала сильную позицию как страна, леса которой поглощают больше углерода, чем выделяет промышленность. О. А. Анисимовым была построена модель, учитывающая расположение и площадь болот на территории России, рассчитаны изменения интенсивности эмиссии метана в меняющихся климатических условиях и дана оценка радиационного воздействия. Результаты показали, что к середине XXI века связанное с таянием многолетнемерзлых болот увеличение эмиссии вызовет увеличение глобальной температуры менее чем на 0,02 °С. Эти результаты получили признание многих специалистов, и гипотезу «метановой бомбы» при таянии Сибирских болот вскоре перестали обсуждать даже в популярных изданиях.
Начиная с 2010 года тема «метановой катастрофы» вновь привлекла к себе внимание, на этот раз в связи с процессами на шельфе морей Восточной Арктики, где были отмечены повышенные по сравнению со среднеширотным фоном значения концентрации метана в воздухе. Была выдвинута гипотеза о таянии субаквальной мерзлоты, в результате чего высвобождающийся из шельфовых гидратов метан может поступать в атмосферу. Проведенное под руководством О. А. Анисимова исследование на основе моделирования и анализа спутниковых, морских и наземных данных показало, что подводная мерзлота на шельфе не могла протаять полностью за время современного потепления. Анализ геологических данных показал, что все точки, где наблюдались повышенные концентрации метана, находятся вблизи геологических разломов или же палеорусел северных рек. На этих участках шельфа никогда не существовало мерзлоты, создающей газонепроницаемый барьер, и через них может выходить на поверхность метан, высвобождающийся из гидратов в слое более 100 метров ниже дна. Но поскольку эти процессы происходили и происходят уже несколько тысяч лет, современное потепление не имеет к ним отношения, и опасения о лавинообразном усилении эмиссии метана на шельфе не имеют научных оснований.
С 2015 г. О. А. Анисимов проводит социологические исследования по изучения общественного восприятия современных изменений климата в различных регионах России, используя для этого веб-анкетирование. Конечной целью этих исследований является получение важных сведений для разработки стратегий адаптации к изменению климата, которые учитывают не только возникающие при этом риски, но и новые потенциальные возможности. Для того, чтобы разрабатываемые стратегии стали не только директивными документами, но и имели шансы на реализацию в конкретных регионах, необходимо учитывать в них общественное восприятие современных климатических изменений. Жители России могут принять участие в анкетировании, воспользовавшись размещенной в интернете анкетой.
С 2017 г. О. А. Анисимов занимается изучением условий устойчивого развития городов и регионов российской Арктики в условиях изменения климата. Эти исследования опираются на перечень из 128 показателей по 19 направлениям, от экономических до обеспеченности водными ресурсами, соответствующих международному стандарту ISO 37120-2018 «Sustainable cities and communities — Indicators for city services and quality of life». Показатели затрагивают как качество городских услуг и жизни населения, так и тему природопользования и изменения климата. Проведенный им анализ 46 арктических городов показал, что развитая инфраструктура обуславливает высокие значения многих ключевых показателей российских городов по сравнению с зарубежными. На душу населения потребление энергии ниже в 5 раз, воды ниже на 30 %, прежде всего за счет централизованного газо- тепло- и водоснабжения; питьевым водоснабжением обеспечено 99 % населения, что на 20 % выше, чем в зарубежной Арктике; число больничных коек выше в 3 раза; в 2 раза больше учреждений культуры и спорта, на них выделяется в 3 раза большая доля муниципального бюджета; в 1.5 раза больше подключений к интернету и мобильных телефонных соединений; на 25 % больше протяженность маршрутов общественного транспорта.
С 2020 г. Анисимов занимается прогнозом климатических рисков для регионов Арктики и отраслей экономики, основанных на природопользовании, а также разработкой рекомендаций по адаптации к изменению климата. В 2021 году под его руководством было проведено пилотное исследование на примере Норильского промышленного района, показавшее, что многие промышленные объекты находятся в зоне высокого геокриологического риска, обусловленного увеличением температуры и таянием вечной мерзлоты. Есть основания полагать, что это стало одной из причин произошедшей в мае 2020 г. экологической катастрофы, сопровождавшейся разливом топлива. Её ликвидация обошлась Норникелю в 143 миллиарда рублей. В 2021 г. под эгидой Сколтеха Анисимов с коллегами подготовил оценочный доклад о последствиях изменения климата в Арктике, основные положения которого были представлены на серии вэбинаров  

## Международная деятельность
- Координирующий автор третьего (2001)[3] четвёртого (2007)[4] и пятого (2014)[5] Оценочных отчетов Межправительственной группы экспертов по изменению климата (МГЭИК), главы «Полярные регионы».
- Научный редактор специального отчета МГЭИК «Океан и Криосфера» (2019)
- Ведущий автор Первого (2008), Второго (2014) и Третьего (2021) Оценочных отчетов об изменениях климата и их последствиях на территории России[6].
- Ведущий автор отчета «Снег, лед и вечная мерзлота в Арктике» (SWIPA) Арктического Совета (2009—2010) и его обновленного варианта (2015).
- Соавтор оценочного отчета по изучению последствий изменений климата в Арктике (ACIA, 2005).
- Приглашенный докладчик на Королевском Коллоквиуме «Проблемы Арктики», организованном Его Величеством Королём Швеции Карлом XVI Густавом на борту ледокола «Оден» (2005).
- Консультант по проблеме последствий изменения климата в регионах Крайнего Севера, университет Дж. Вашингтона, США (с 2012 по настоящее время).
- Консультант по моделированию вечной мерзлоты в Университете Делавэра, США (с 1998 по 2009 годы).
- Адъюнкт-профессор Университета Нью-Йорка в Олбани, США (с 1995 по 1998 годы).
- Стипендиат фонда Гумбольдта в университете Фрайбурга, Германия (в 1994 и с 1990 по 1992 годы).
- Соруководитель и участник международных научных проектов с участием США, Германии, Норвегии, Нидерландов, Франции, Финляндии, Китая по изучению последствий изменений климата.

## Образовательная деятельность
- Разработка и чтение курса лекций о влиянии изменения климата на вечную мерзлоту в Северо-Восточном федеральном университета (Якутск) в качестве приглашенного профессора (февраль-июнь 2015)
- Научный руководитель четырёх аспирантов, из них 3 защитили диссертации в 2002—2012 годах. Разработка и чтение курсов лекций на английском языке в совместной российско-немецкой магистратуре «POMOR» при факультете географии и геоэкологии СПбГУ (2005—2010): "History of permafrost exploration in the 19th — early 20th century " (2005), «Permafrost as part of the periglacial environment» (2006), «Climate- and ecosystem-driven changes in permafrost and their modelling» (2007), «Geocryological hazards associated with thawing permafrost» (2008), «Permafrost, carbon cycle, and climate: exploring the complexity of interactions and feedbacks» (2010)
- Приглашенный лектор для чтения спецкурса «Introduction to permafrost observations and modelling» в университете Хельсинки (Финляндия, март 2009) и университете Дж. Вашингтона (США), отделение международных отношений (2012—2013): «Challenges and opportunities of the Changing Climate: the Russian Perspectiv» (декабрь 2012), «Russian Arctic Cities in the Context of Climate Change» (декабрь 2013)
- Организатор интернет-портала по вечной мерзлоте[7].